# Арабский мир

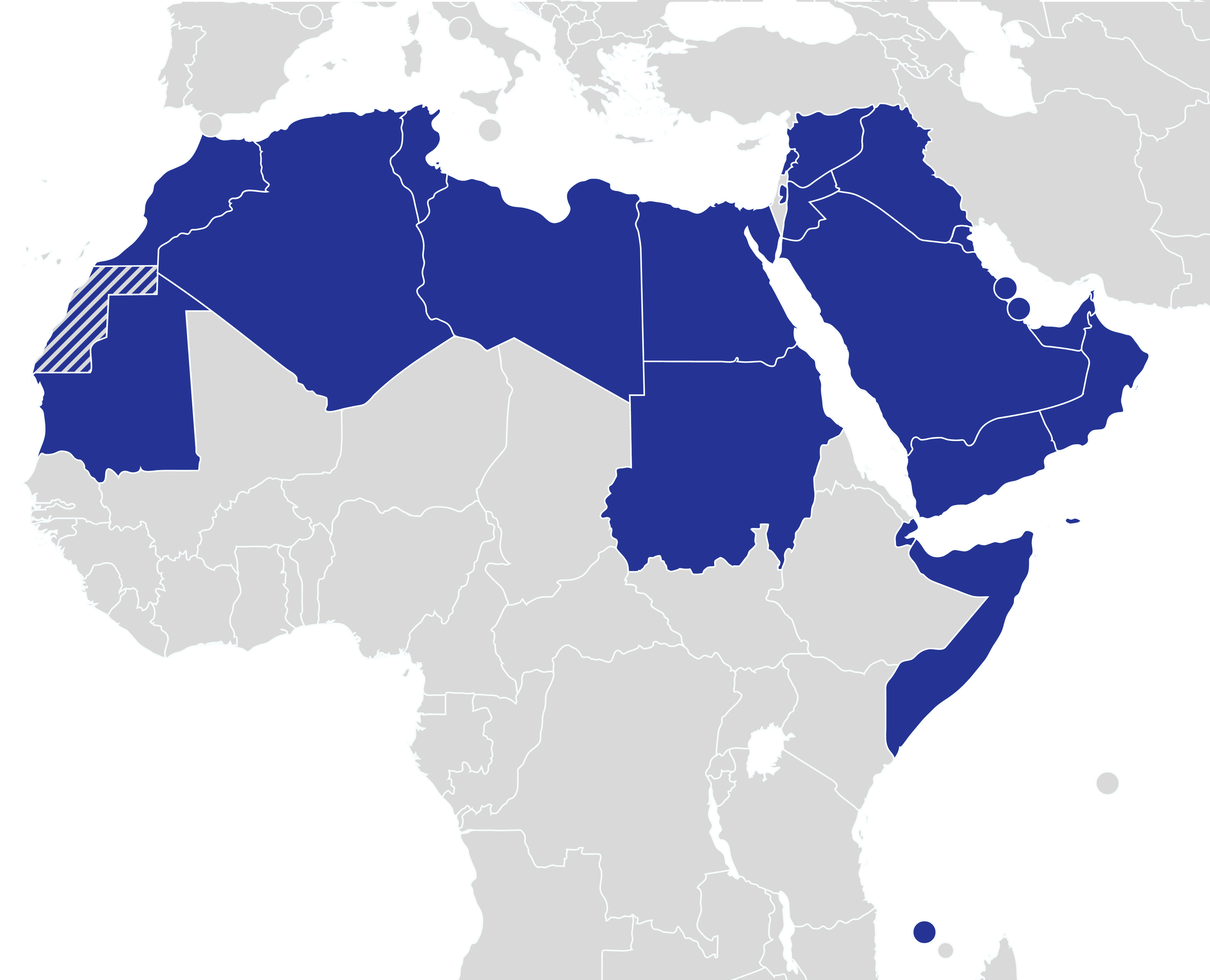
Лига арабских государств

Ара́бским ми́ром (араб. الوطن العربي‎) принято обобщённо называть арабские страны Ближнего Востока и Северной Африки, а также страны Восточной Африки, входящие в Лигу арабских государств и имеющие арабский язык в качестве одного из официальных. Арабский мир состоит из 23 стран с совокупным населением около 373 млн человек и общей площадью приблизительно 13 млн квадратных километров.

## Состав
Ниже приводится перечень стран, которые принято включать в «арабский мир».
| Государство                                   | Территория (км²) | Население (чел.) | Столица                                                       |
| --------------------------------------------- | ---------------- | ---------------- | ------------------------------------------------------------- |
| Алжир                                         | 2 381 740        | 40 610 000       | Алжир                                                         |
| Бахрейн                                       | 765              | 1 705 003        | Манама                                                        |
| Джибути                                       | 23 200           | 921 804          | Джибути                                                       |
| Египет                                        | 1 001 450        | 106 221 670      | Каир                                                          |
| Сахарская Арабская Демократическая Республика | 266 000          | 267 405          | Эль-Аюн (заявленная)/Тифарити (фактическая временная столица) |
| Йемен                                         | 527 970          | 34 870 773       | Сана                                                          |
| Иордания                                      | 92 300           | 11 518 577       | Амман                                                         |
| Ирак                                          | 435 052          | 43 839 634       | Багдад                                                        |
| Катар                                         | 11 586           | 2 846 118        | Доха                                                          |
| Коморы                                        | 2235             | 846 281          | Морони                                                        |
| Кувейт                                        | 17 818           | 4 464 521        | Эль-Кувейт                                                    |
| Ливан                                         | 10 452           | 6 000 007        | Бейрут                                                        |
| Ливия                                         | 1 759 541        | 6 293 380        | Триполи                                                       |
| Мавритания                                    | 1 030 700        | 4 244 878        | Нуакшот                                                       |
| Марокко                                       | 446 550          | 37 112 080       | Рабат                                                         |
| Объединённые Арабские Эмираты                 | 83 600           | 10 207 863       | Абу-Даби                                                      |
| Оман                                          | 309 500          | 5 635 601        | Маскат                                                        |
| Государство Палестина                         | 6020             | 5 227 193        | Рамалла                                                       |
| Саудовская Аравия                             | 2 149 610        | 34 218 169       | Эр-Рияд                                                       |
| Сирия                                         | 185 180          | 16 139 840       | Дамаск                                                        |
| Сомали                                        | 637 657          | 15 443 000       | Могадишо                                                      |
| Судан                                         | 1 866 068        | 40 234 882       | Хартум                                                        |
| Тунис                                         | 163 610          | 11 722 038       | Тунис                                                         |
| Всего:                                        | 13 408 604       | 373 037 124      |                                                               |

## Культура и образование

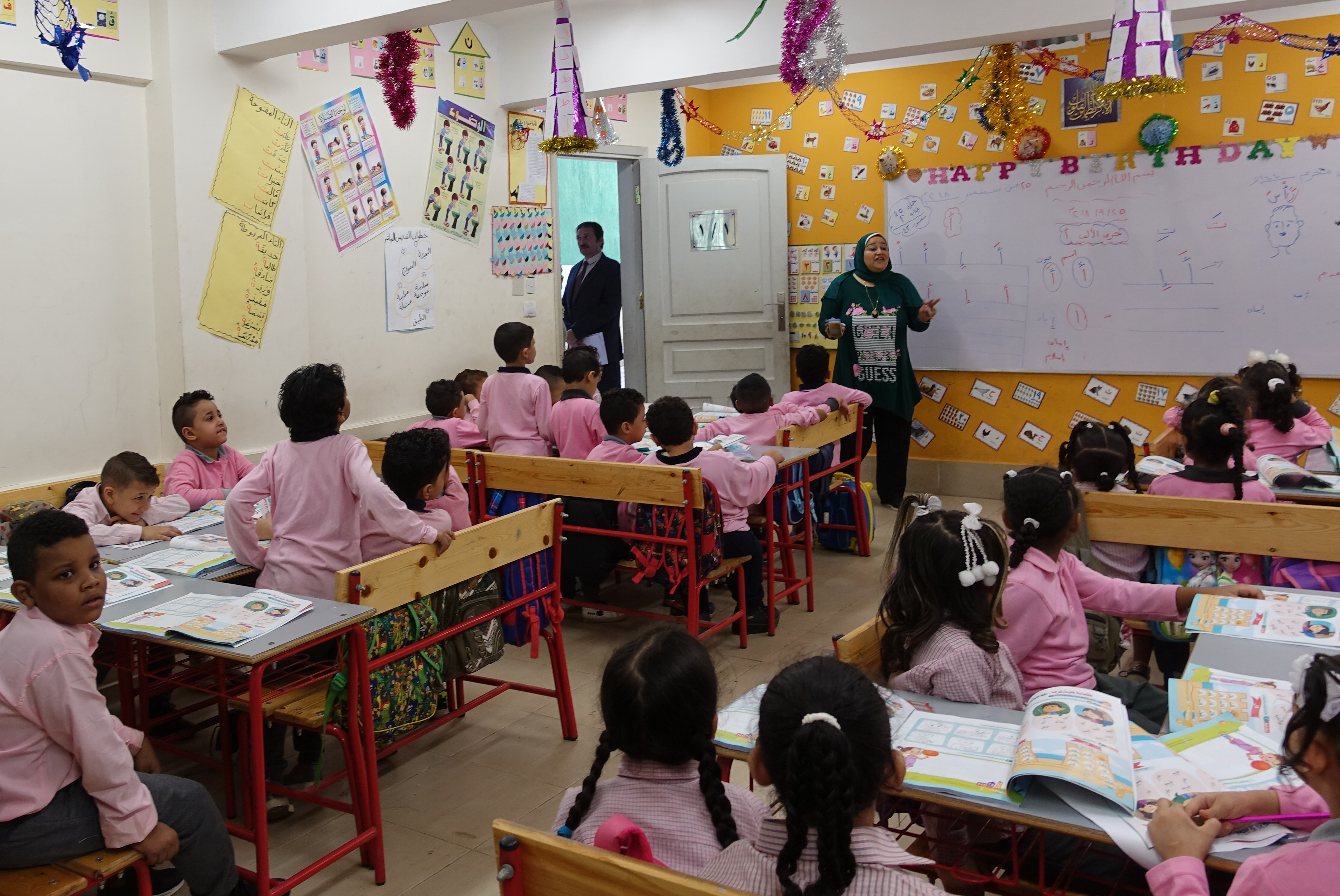
Первоклассники в Египте

Ядром арабской культуры является ислам. Образование в арабском мире имеет своей целью, главным образом, воспроизводство традиционной составляющей культуры. Однако осознается необходимость модернизации системы образования. Лидерами в этом являются ОАЭ и Катар, больших успехов достигли также Кувейт и Иордания. 
Первым жанром светской художественной арабской литературы стал исторический роман. Крупнейшим представителем этого жанра был Джирджи Зейдан (1861—1914), написавший более двадцати романов, сюжеты которых взяты из истории арабских стран. В 1930-е годы в Египте появился бытовой арабский роман. В 1940-е — 1950-е годы наиболее интенсивно литературная жизнь развивалась в Ливане. Творчество арабских поэтов вплоть до Второй мировой войны было сковано канонами классической поэзии. И современная арабская поэзия остается «более арабской», чем современная арабская проза, в которой более сильны западные влияния. Из изданных в 2014 году в арабских страх книг половина была издана в Египте, треть — в Ливане, Сирии и Иордании.

### Высшее образование

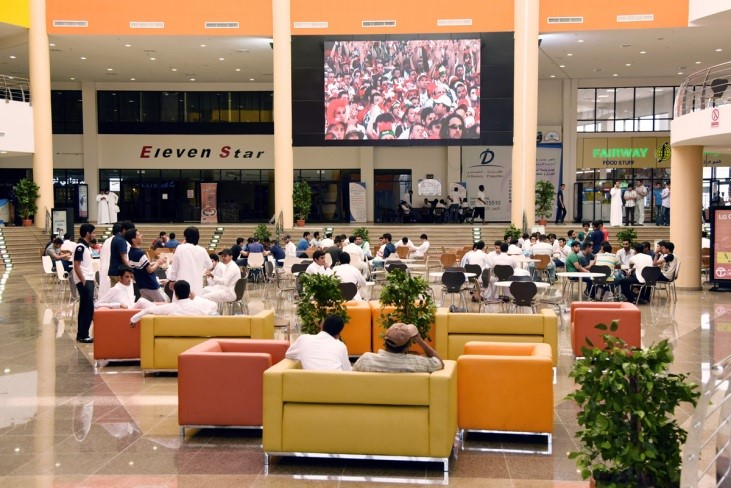
Студенты университета нефтяной промышленности в городе Дахран, Саудовская Аравия

В арабских странах действует 132 университета, 136 колледжей, 433 института, дающих высшее образование по данным 2014 года. Число студентов в них превышает 5 млн человек по данным на 2014 год. Лидерами в сфере высшего образования считаются Египет, Саудовская Аравия, Ливан.
Как отмечают, одной из главных проблем высшего образования в арабских странах является спад его качества, особенно в технических областях, причиной чего указывают недостаточное финансирование и весьма нестабильную обстановку в регионе.
В 1978 году была принята Конвенция по признанию документов о высшем образовании, дипломов и степеней в арабских странах. Её подписали Алжир, Бахрейн, Египет, Ирак, Иордания, Кувейт, Ливия, Марокко, Оман, Катар, Саудовская Аравия, Судан, Тунис, ОАЭ; а статус наблюдателя получили Ливан, Сирия, Йемен, Палестина.

## Интернет

### История
На 2010 год по данным сайта Internet World Stats, в арабском мире насчитывалось около 60 миллионов пользователей сети Интернет, что является достаточно весомым значением, так как это количество людей составляет почти треть всего населения этого региона. С начала 2000-х по 2010 года количество интернет-пользователей увеличилось на 1,825 %. Это достаточно высокая цифра для арабского мира, однако в мире в целом их доля не превышает 3 %.
Благодаря быстрому распространению Интернета множество людей получило возможность выражать своё мнение свободно, хотя раньше были лишены этой возможности. Множество людей стали использовать все преимущества технологического новшества (например, религиозные сайты, которые с высокой скоростью распространяются в сети).

### Модернизация интернет-ресурсов
Страны «арабского мира» вкладывают множество финансовых средств в рамках стратегии по развитию экономики и созданию новых рабочих мест. Также аналитики прогнозируют стабильный рост количества интернет-пользователей в арабском мире. Достижения науки и техники решают проблемы слаборазвитой информационно-коммуникационной инфраструктуры, которая препятствует свободному доступу в Интернет в этом регионе. Например, в конце марта 2009 г. в Алжире, Бахрейне, Иордании, Кувейте, Саудовской Аравии и Тунисе появилась технология WiMAX9, в то время как в других странах началось тестирование этого сервиса.

### Цензура
Правительства стран арабского мира ограничивают СМИ в работе и проводят политику репрессий. Государство контролирует СМИ и Интернет. Сторонники свободы слова пытаются бороться против этих законов, однако это делать достаточно сложно. Множество блогеров и диссидентов оказались в тюрьме из-за своих статей, слов и т. д.
Например, в Сирии утверждён закон о прессе в 2001 году, который предоставляет государственным органам объёмные возможности по надзору за публикациями, выходящими в стране. В Тунисе кодекс прессы направлен против работы тунисских журналистов, согласно которому им запрещено оскорблять президента, нарушать порядок и обнародовать то, что государство считает дезинформацией.
В арабском мире основной тенденцией считается стремление арабских стран регулировать содержание сайтов при помощи законодательства о печати и прессе. Местные сайты по требованиям должны регистрироваться в государственных органах перед открытием. Например, в Иордании в 2007 году было издано постановление, по которому электронная пресса и все сайты должны подчиняться закону о печати и прессе и контролируются специальным отделом печати и прессы. После этого были введены всеобщий контроль и цензура.